# Ronan O'Rahilly

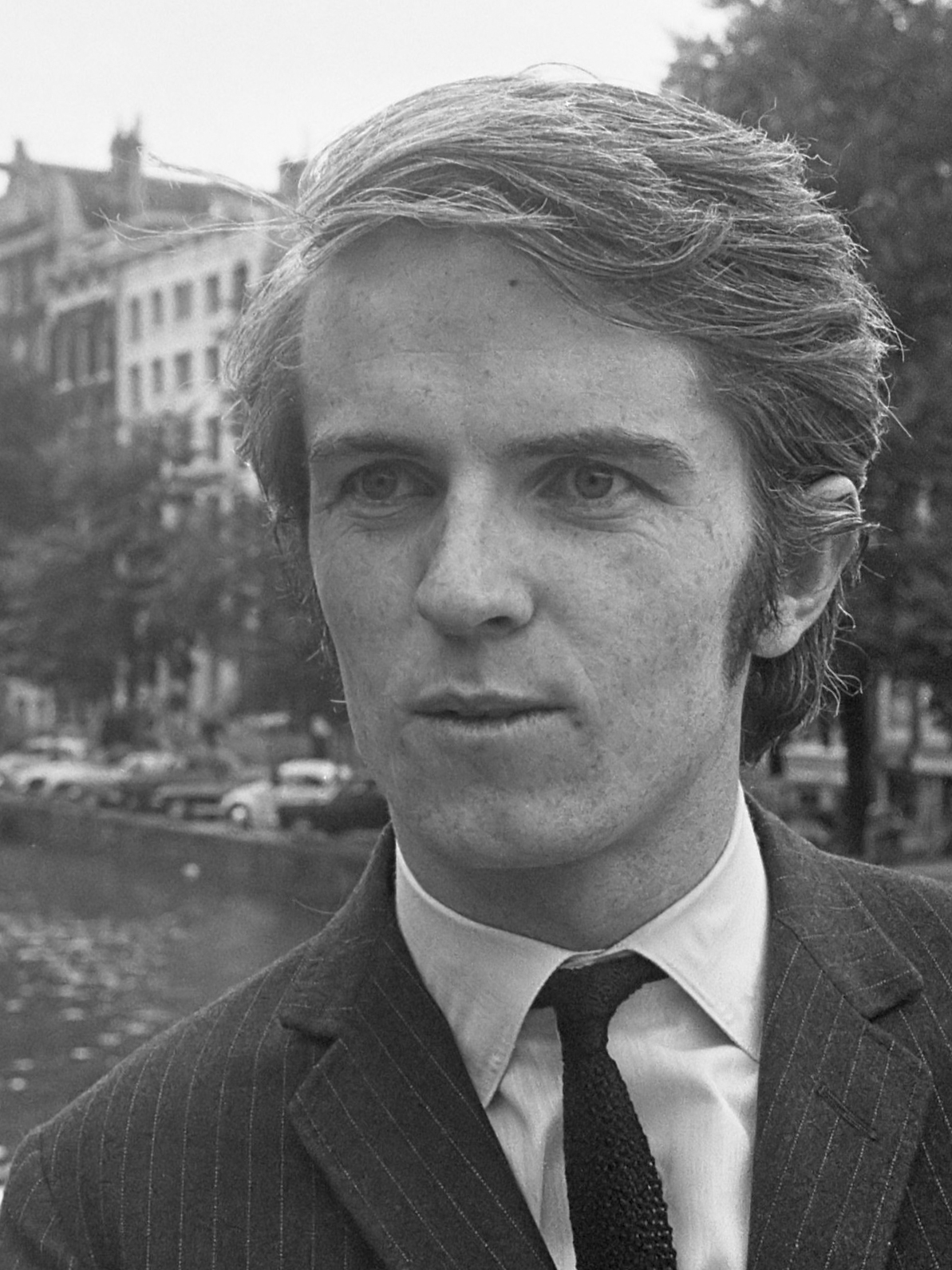
Ronan O'Rahilly (1967)

Ronan O'Rahilly (Greenore, Carlingford Lough, 21 mei 1940 - Carlingford 20 april 2020), was een Iers zakenman en de oprichter en grote man achter de schermen van Radio Caroline.
Hij was de manager van Georgie Fame maar het lukte hem niet om diens platen gedraaid te krijgen bij de BBC en Radio Luxembourg. Daarop besloot hij een zeezender/piratenzender te beginnen die hij vernoemde naar Caroline Kennedy; de dochter van president John Kennedy. De zender werd op 28 maart 1964 opgericht. De uitzendingen kwamen vanaf een boot die in internationale wateren voor de Engelse kust lag.